# Хорс
Хорс (стсл. Хърсъ) је источнословенско божанство нејасних функција, вероватно бог Сунца. Његов дрвени идол налазио се на брду у Кијеву, поред идола Перуна, Дажбога, Стрибога, Симаргла и Мокоши. Претпоставља се да је лик тог божанства формиран под утицајима са југа.